# 延岡市立北浦中学校
延岡市立北浦中学校（のべおかしりつ きたうらちゅうがっこう）は、宮崎県延岡市北浦町古江にある公立中学校。

## 沿革
- 1947年 5月4日 - 北浦村立北浦中学校として開校。
  - 三川内分校が開校。
- 1955年 4月1日 - 三川内分校が三川内中学校として独立。
- 1972年 11月1日 - 町制施行に伴い北浦町立北浦中学校に改称。
- 2006年 2月20日 - 延岡市への編入に伴い延岡市立北浦中学校に改称。

## 概要
- 生徒数 117名
- 学級数 5
- 職員数 11名

（2009年4月1日現在）
- へき地1級校の認定を受けている。

## 通学区域
- 北浦小学校通学区域

## 交通
- 宮崎交通バス宮野浦線 「古江」下車

## 著名な関係者
- 長野誠（SASUKEオールスターズ・漁師「第28金比羅丸」船長）
- 七條祐樹（東京ヤクルトスワローズ）